# Alena Schröder
Alena Schröder (* 1979) ist eine deutsche Journalistin und Schriftstellerin.

## Leben
Alena Schröder ist Absolventin der Henri-Nannen-Schule in Hamburg. Sie studierte Geschichte, Politikwissenschaft und Lateinamerikanistik in Berlin und San Diego. Sie war Redakteurin bei Brigitte und arbeitet als freie Journalistin für Brigitte Woman, das SZ-Magazin, die Zeit und andere Zeitschriften. Sie ist regelmäßige Autorin der Kolumne „Nackte Zahlen“ im SZ-Magazin. 2016 war sie Gast in der Sendung Wer wird Millionär? Zusammen mit Till Raether moderiert sie seit 2018 den Podcast sexy & bodenständig.
Ihr Debütroman Junge Frau, am Fenster stehend, Abendlicht, blaues Kleid stand auf der Spiegel-Bestsellerliste. Das Buch ist eine Familiengeschichte, die in den 1920er Jahren beginnt, bis in die Gegenwart reicht und vier Generationen umfasst. Der Roman spielt in Berlin, Rostock, Bad Doberan und Güstrow, er weist autobiografische Anteile auf. Sie ist Mitgründerin des PEN Berlin. Alena Schröder lebt mit ihrem Mann und zwei Söhnen in Berlin.

## Veröffentlichungen
- Wir sind bedient: 26 Frauen über harte Jobs und irre Kunden. Diana Verlag, München 2010, ISBN 978-3-453-38011-0.
- mit Christian Esser: Die Vollstrecker: Rausschmeißen, überwachen, manipulieren – wer für Unternehmen die Probleme löst. C. Bertelsmann, München 2012, ISBN 978-3-570-10096-7.
- mit Nataly Bleuel und Christian Esser: Herzenssache – Organspende: Wenn der Tod Leben rettet. C. Bertelsmann, München 2017, ISBN 978-3-570-10109-4.
- Junge Frau, am Fenster stehend, Abendlicht, blaues Kleid. dtv, München 2021, ISBN 978-3-423-28273-4 (Roman).
- Bei euch ist es immer so unheimlich still. dtv, München 2023, ISBN 978-3-423-28339-7 (Roman).
- Alles muss man selber falsch machen. dtv, München 2025, ISBN 978-3-423-28473-8.

### Als „Benni-Mama“
- Große Ärsche auf kleinen Stühlen: Eine Kindergartenmutter packt aus! S. Fischer Verlag, Frankfurt am Main 2013, ISBN 978-3-596-19716-3.
- Kleine Scheißer in großen Gärten: Eine Vorstadtmutter schlägt sich durch. S. Fischer Verlag, Frankfurt am Main 2015, ISBN 978-3-596-03232-7.
- Große Ärsche im Klassenzimmer: Eine Grundschulmutter schlägt zurück. S. Fischer Verlag, Frankfurt am Main 2016, ISBN 978-3-596-03647-9.